# Submarino alemão Tipo XVIIA
Os submarinos do Tipo XVIIA foram submarinos militares da Kriegsmarine que serviram durante a Segunda Guerra Mundial.

## U-Boots
Ao total foram construídos apenas 4 U-Boots:
| U-boat        | Tipo   | Construtor             | Construído durante |
| ------------- | ------ | ---------------------- | ------------------ |
| U-792 & U-793 | Wa 201 | Blohm + Voss, Hamburgo | 1942               |
| U-794 & U-795 | Wk 202 | Germaniawerft, Kiel    | 1942               |